# Paradoxe de Moravec
 (juillet 2013).
Si vous disposez d'ouvrages ou d'articles de référence ou si vous connaissez des sites web de qualité traitant du thème abordé ici, merci de compléter l'article en donnant les références utiles à sa vérifiabilité et en les liant à la section « Notes et références ».
Le paradoxe de Moravec peut se résumer à l'idée que « le plus difficile en robotique est souvent ce qui est le plus facile pour l'homme ». Révélé par des chercheurs en intelligence artificielle et en robotique, notamment Hans Moravec, Rodney Brooks et Marvin Minsky, ce paradoxe indique que le raisonnement de haut niveau est beaucoup plus facile à reproduire et simuler par un programme informatique que les aptitudes sensorimotrices humaines. Ceci peut sembler contre-intuitif du fait qu'un humain ne ressent pas de difficulté particulière à effectuer des tâches relevant de cette dernière catégorie, contrairement à la première.
Ce paradoxe a été formalisé entre autres par Hans Moravec dans les années 1980.
On peut citer, comme exemples de tâches des deux catégories :
- tâches sensorimotrices difficiles à simuler : reconnaissance d'un objet, d'un visage, d'une voix, faculté de déplacement dans un environnement tridimensionnel, jet et capture d'une balle, évaluation des motivations d'autres individus, de leurs émotions, faculté d'attention, de motivation...
- facultés de raisonnement aisées à reproduire : mathématiques, logique, planification, jeux...

Selon Marvin Minsky, ce paradoxe peut être expliqué par le fait que lorsque le cerveau humain maîtrise parfaitement une tâche, celle-ci ne s'exécute pas consciemment, contrairement aux tâches mal maîtrisées. Ces tâches inconscientes ne sont donc pas cataloguées comme difficiles.
Selon Moravec, la théorie de l'évolution permet également d'expliquer ce paradoxe. Les tâches sensorimotrices, en tant que fonctionnalités biologiques anciennes, ont été perfectionnées par les mécanismes évolutifs durant des millions d'années. Les facultés de raisonnement, apparues très récemment sur le plan biologique, ne se sont pas encore autant perfectionnées. On peut aussi penser que le temps que les chercheurs mettront avant de réussir à reproduire le comportement sensorimoteur des humains sera proportionnel au temps depuis lequel ces facultés évoluent chez les animaux.
Ce paradoxe peut en partie expliquer la pause donnée aux recherches en intelligence artificielle dans les années 1970, alors que l'optimisme des découvertes initiales retombait face aux nouvelles difficultés rencontrées à réaliser des tâches qui semblaient de prime abord plus faciles. Il a aussi donné naissance au courant de recherche intitulé « Nouvelle IA ».[réf. nécessaire]

## Lien avec la complexité NP
L'énoncé du paradoxe de Moravec qui dit que les raisonnements de haut niveau sont faciles pour une machine contredit le théorème de Cook-Levin qui lui dit que la démonstration automatique de théorème de mathématiques (le raisonnement de haut niveau par excellence) est intrinsèquement difficile. Cela met en évidence la difficulté de la communication entre la communauté de l'intelligence artificielle et la communauté de l'informatique théorique.